# Тірольський S-Bahn
Тірольський S-Bahn — мережа S-Bahn, що обслуговує місто Інсбрук та його околиці в землі Тіроль, Австрія. На початок 2020-х це лише номінально S-Bahn, оскільки він працює лише на лініях Австрійських федеральних залізниць. Існує проект розширення, включаючи нові станції.

## Сьогоденні лінії
З моменту зміни розкладу 13 грудня 2009 року працюють шість ліній.

### S1 і S2 "Іннталь (долина Інн) S-Bahn"
Лінія S1 пролягає по долині Інн лініями Арльбергбан та  залізницею Куфштайн — Інсбрук між Ецталь та Куфштайном з інтервалом руху 60 хвилин. Практично всі поїзди мають продовження як регіональні поїзди до Розенхайма у Німеччині. Лінія S2 проходить між Тельфс-Пфаффенгофен та Фритценс-Ваттенс, при цьому комбінований сервіс забезпечує 30 хвилинний інтервал руху.

### S3 та S4 "Віпталь-S-Bahn"
Лінія S3 пролягає від Галль-ін-Тіроль до Штайнах-ам-Бреннер та залізницею Бреннербан через Віппталь на південь від Інсбрука. Лінія S4 прямує між Бреннеро та Інсбрук-Центральний або Фельсом, до Фритценс-Ваттенс. Потяги курсують з інтервалом 60 хвилин, тому комбінований сервіс між Інсбруком і Штайнах має інтервал що 30-хвилин, а потяги між Інсбруком і Голл, що курсують як S1, S2, S3, REX (регіональний експрес), з інтервалом що 15 хвилин.

### S5
З моменту зміни розкладу 13 грудня 2009 року S5 замінив діючі регіональні служби Міттенвальдбану на Зеефельд та Шарніц, які працюють з інтервалом у 60 хвилин. Крім того, служби у Гарміш-Партенкірхені та Мюнхені у Німеччині зараз працюють як REX, з інтервалом 120-хвилин.

### S6
Також з 13 грудня 2009 року регіональні поїзди на залізниці Зальцбург — Тіроль між Гогфільценом та Ворглом замінюються службою S6. На початок 2020-х курсує один поїзд між Заальфельденом, Ворглем, Інсбруком та Бреннером.